# Veronica Gianmoena
Veronica Gianmoena (* 25. Oktober 1995 in Cavalese) ist eine italienische Nordische Kombiniererin, die früher auch als Skispringerin aktiv war.

## Werdegang

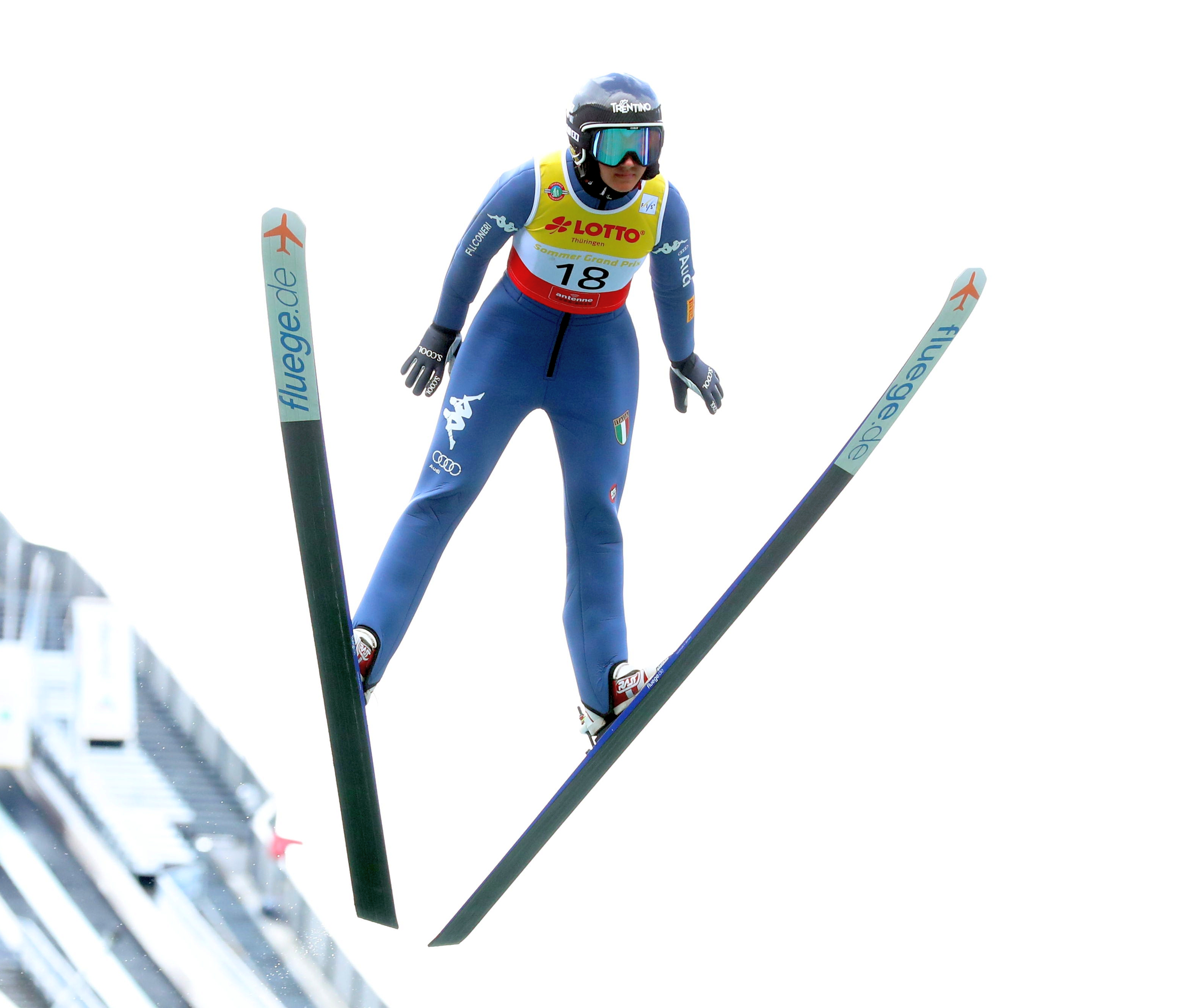
Gianmoena beim Sommer Grand Prix 2021 in Oberhof

Gianmoena, die bereits früh mit dem Skispringen begann, gewann bei den Italienischen Kinderweltmeisterschaften 2007 die Silbermedaille, bevor sie 2009 Gold gewinnen konnte. Am 8. August 2009 gab sie mit nur 13 Jahren ihr Debüt im Skisprung-Continental-Cup. In Bischofsgrün verpasste sie als 61. ihre ersten Continental-Cup-Punkte deutlich. Auch in ihren ersten Winterspringen zur Saison 2009/10 konnte sie nicht auf vordere Plätze springen.
Bei den Nordischen Junioren-Skiweltmeisterschaften 2010 in Hinterzarten erreichte Gianmoena Rang 39 im Einzel von der Normalschanze. Nach mehreren erfolglosen Starts im Continental Cup konnte sie ein Jahr später bei den Nordischen Junioren-Skiweltmeisterschaften 2011 ebenfalls nur Rang 42 erreichen. Zwei Wochen später gewann sie mit Rang 30 in Zakopane ihren ersten Continental-Cup-Punkt, der ihr punktgleich mit Avery Ardovino, Daniela Haralambie, Yuka Kobayashi und Nina Lussi Rang 87 der Gesamtwertung einbrachte.
Bei den Olympischen Jugend-Winterspielen 2012 in Innsbruck landete Gianmoena auf Rang 12 im Einzel und mit der Mannschaft im Teamspringen auf Rang 10. Vier Wochen später bei den Nordischen Junioren-Skiweltmeisterschaften 2012 in Erzurum sprang sie wie bereits ein Jahr zuvor erneut auf Rang 42.
Nach zwei Springen in Villach im Rahmen des FIS-Cups im Juli 2012, bei denen sie in die Punkteränge springen konnte, startete sie im Alpencup und erreichte dabei bereits im September in Einsiedeln erstmals einen Platz unter den besten zehn. Bei den Nordischen Junioren-Skiweltmeisterschaften 2013 in Liberec konnte sie sich erstmals nach zwei Jahren deutlich verbessern und wurde am Ende 26. im Einzel von der Normalschanze.
Am 16. Februar 2013 gab Gianmoena ihr Debüt im Skisprung-Weltcup. In Ljubno erreichte sie die Plätze 40 und 39 und blieb damit punktlos. Für die Saison 2013/14 wurde sie erneut jedoch nur für den C-Kader nominiert und hat damit keinen festen Startplatz im Weltcup oder Continental Cup. Bei den Junioren-Weltmeisterschaften 2014 im italienischen Predazzo belegte sie den 29. Platz. Im Folgejahr wurde sie bei ihren letzten Junioren-Weltmeisterschaften, die diesmal im kasachischen Almaty stattfanden, 24. und erreichte damit ihre beste Platzierung bei einer Junioren-WM. Am 19. Februar 2016 erreichte sie im finnischen Lahti mit Platz 35 ihre bisher beste Platzierung im Weltcup, verfahlte aber auch bei diesem Springen die Punkteränge.
Bei den Nordischen Skiweltmeisterschaften 2019 im österreichischen Seefeld trat Gianmoena bei den Wettkämpfen der Spezialspringerinen an. Im erstmals ausgetragenen Teamspringen belegte sie gemeinsam mit Elena Runggaldier, Giada Tomaselli und Lara Malsiner den achten Platz.
Am 18. Dezember 2020 nahm sie am historisch ersten Weltcup-Wettbewerb in der Nordischen Kombination der Frauen in Ramsau am Dachstein teil und belegte dabei den achten Platz.

## Erfolge

### Skispringen

#### Continental-Cup-Platzierungen
| Saison  | Platz | Punkte |
| ------- | ----- | ------ |
| 2010/11 | 87.   | 001    |
| 2014/15 | 27.   | 064    |
| 2015/16 | 53.   | 012    |
| 2016/17 | 57.   | 008    |
| 2017/18 | 56.   | 027    |
| 2018/19 | 44.   | 032    |

### Nordische Kombination

#### Grand-Prix-Platzierungen
| Saison | Platz | Punkte |
| ------ | ----- | ------ |
| 2019   | 06.   | 136    |

#### Continental-Cup-Platzierungen
| Saison  | Platz | Punkte |
| ------- | ----- | ------ |
| 2017/18 | 004.  | 190    |
| 2018/19 | 004.  | 453    |
| 2019/20 | 006.  | 252    |